# Effe eentje tussendoor
Effe eentje tussendoor is een single van Gerard Cox. Het is afkomstig van zijn album Aangenaam. De herstart van de zangcarrière van Cox liep onvoorspoedig. Hij scoorde geen grote hits meer.
Effe eentje tussendoor was een cover van Anna lassmichrein lassmichraus van Stephan Remmler en Kralle. Een verzachtend en lekker in het gehoor liggend liedje tussen de alledaagse ellende als financiële crisis en ziekte. De B-kant De Hoekse Waard  was een eigen lied van Cox en muziekproducent Aad Klaris. Cox is de grote stad (nationaal en internationaal) beu en zoekt geluk in de stille Hoekse Waard. De muziek is enigszins country-achtig.